# Piotr Dziurowicz
Piotr Dziurowicz (ur. 1976 w Katowicach) – polski działacz piłkarski, były prezes klubu piłkarskiego GKS Katowice.
Został jednym z pierwszych i najważniejszych współpracowników policji i prokuratury podczas śledztwa w sprawie korupcji w polskim futbolu.
Jest synem byłego prezesa PZPN, Mariana Dziurowicza.

## Prezesura
Jako 25-latek został najmłodszym prezesem pierwszoligowego polskiego klubu piłkarskiego w historii. Po przerwaniu studiów prawniczych, objął stanowisko prezesa GKS Katowice w styczniu 2001 i zajmował je do 25 sierpnia 2005. Oprócz pełnienia funkcji prezesa, Dziurowicz był także udziałowcem klubu wraz ze swoim bratem, Markiem.
W początkowym okresie, w rządzeniu klubem pomagał mu jego ojciec, Marian Dziurowicz, zwany w środowisku piłkarskim Magnatem, który wcześniej przez wiele lat był związany z katowickim klubem i miał bardzo duży udział w jego sukcesach.
Piotr Dziurowicz zatrudniał w GKS wyjątkowo wąską kadrę, samodzielnie nadzorując wiele elementów funkcjonowania klubu. Na jednej z konferencji prasowych stwierdził, że klub – poza sztabem szkoleniowym i piłkarzami – zatrudnia 10 osób. Za priorytet uznawał zachowanie płynności finansowej klubu, którego zadłużenie w pierwszej dekadzie XXI wieku rosło. W tym celu realizował ostre cięcia kosztów, o których głośno zrobiło się w mediach sportowych (m.in. przeniesienie siedziby klubu do wynajmowanego mieszkania, aby zmniejszyć koszt ogrzewania).
Jesienią 2002 Dziurowicz podpisał umowę sponsorską z firmą Dospel, producentem wentylatorów. Jednym z warunków umowy była zmiana nazwy drużyny z GKS Katowice na „Dospel Katowice”, co spotkało się ze zdecydowaną dezaprobatą oraz oburzeniem fanów drużyny. Jesienią 2004 przywrócił nazwę GKS przy okazji jubileuszu 40-lecia istnienia klubu. W czerwcu 2005 roku umowa z firmą Dospel wygasła, drużyna spadła z I ligi i nie uzyskała licencji na grę w II lidze.

## Afera korupcyjna
3 sierpnia 2005, Gazeta Wyborcza opublikowała wywiad, w którym Piotr Dziurowicz przyznał się do handlu wynikami kilkudziesięciu meczów i ujawnił się jako współpracownik policji, z którego pomocą zostało aresztowanych kilka prominentnych postaci z piłkarskiego światka,
podejrzanych o udział procederze korupcyjnym. W wywiadzie Dziurowicz oceniał skalę korupcji w polskiej piłce nożnej na bardzo wysoką, a także bezpośrednio oskarżył kilku znanych ludzi związanych z piłką nożną o korupcję oraz zapowiedział własne wycofanie się z działalności związanej z futbolem.
Było to największe do tamtej chwili publiczne oświadczenie działacza piłkarskiego o korupcji w polskim futbolu. Osoby w wywiadzie oskarżone o korupcję stanowczo zaprzeczyły doniesieniom, jednak część z nich została potem zatrzymana przez policję w związku z aferą. Choć o korupcji w polskiej piłce mówiło się przez wiele lat przed wywiadem z Dziurowiczem, to dla dużej części opinii publicznej publikacja ta stanowiła przełom w postrzeganiu polskich rozgrywek. Do tego czasu, Dziurowicz rzadko pojawiał się w mediach i nie udzielał wielu długich wywiadów, żądał autoryzacji swoich wypowiedzi. Zgodnie z obietnicą, wycofał się z działalności piłkarskiej w 2005.
Jednym z domniemanych powodów nieprzyznania licencji GKS Katowice na grę w II lidze w sezonie 2005/2006 jest właśnie współpraca Dziurowicza z prokuraturą, o której rzekomo wiedziano w PZPN.